# 命名の儀
命名の儀（めいめいのぎ）とは生後7日（お七夜）を迎えた皇族に命名する皇室の儀式である。同時に当該皇族にはお印も与えられる。

## 概説
1. 皇族が誕生すると、当該皇族の父と宮内庁書陵部と漢学者が相談して、命名すべき名前（嫡流の場合称号も）を決める。
2. 名前の候補が絞られると、嫡流の場合、天皇が最終的な決定を行う。宮家の場合、当該皇族の父の一存で決定される。
3. 決定した名前は大高和紙に墨書され、両親が確認したのちにそれを宮務官が桐の箱に入れる。
4. それを当該皇族の枕もとに置く。
5. 当該皇族の母が内容を確認して、再び箱に戻す。
6. それを、当該皇族の父のもとへ戻す。

これで「命名の儀」は終わり。このあと名前を「皇統譜」に記載する。